# كريستيان جوزيف ويلك
كريستيان جوزيف ويلك (بالألمانية: Christian Gottlob Wilke)‏ هو عالم عقيدة ألماني، ولد في 13 مايو 1786 في تسايتز في ألمانيا، وتوفي في 10 نوفمبر 1854 في فورتسبورغ في ألمانيا.